# Toma Barewycz

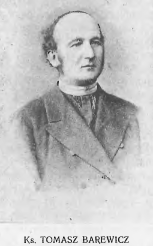
Toma Barewycz

Toma Barewycz (ukr: Тома Баревич; pol: Tomasz Barewicz; * 17. Oktober 1836 in Bazar, Bezirk Czortków, Galizien; † 4. Juli 1894 in Sambor, Galizien) war ein österreichisch-galizischer Politiker. Er war ein griechisch-katholischer Geistlicher, Abgeordneter zum Galizischen Landtag und Abgeordneter zum Abgeordnetenhaus des Österreichischen Reichsrats.

## Leben
Barewycz absolvierte bis 1859 ein Studium der Theologie am griechisch-katholischen Generalseminar sowie an der Universität Wien. Er legte die Lehramtsprüfung für klassische Philologie für Gymnasien ab und empfing 1864 die Priesterweihe. Beruflich war er ab 1860 als Supplent am Gymnasium in Sambor beschäftigt, 1862 stieg er zum Professor für klassische Philologie am Obergymnasium in Stanislau auf. Nachdem er bereits ab 1872 als Direktor des Kommunal-Realgymnasiums in Drohobycz gewirkt hatte, wechselte er 1874 als Direktor an das Staats-Obergymnasium in Sambor. Im Jahr 1889 wurde er dort als Direktor in den Ruhestand versetzt.
Barewycz wurde 1867 in den Galizischen Landtag gewählt, dem er bis 1870 angehörte. Er hatte dort ein Mandat des 14. Wahlkreis Stanisławów inne. Vom Landtag wurde Barewycz am 20. Mai 1867 in das Abgeordnetenhaus gewählt, wo er sich dem Polenklub anschloss. Barewycz gab sein Mandat am 31. März 1870 zurück, da er die Bevorzugung der Deutschen ablehnte und sich gegen die galizischen Resolution stellte. Danach war er von 1881 bis 1884 noch Mitglied der Bezirksvertretung Sambor (Bezirksausschuss).
Barewycz hatte einen Sohn, Witold. Dieser war Arzt und Professor an einer Realschule in Lemberg.